# 中華民國—蒙古國關係
中華民國與蒙古国之間的關係，包括大陸時期和遷往台灣後與蒙古的往來。1946年1月5日，中華民國公告承認外蒙古獨立，但並未與蒙古人民共和國正式建交。在國府遷台之後，中華民國曾以蘇聯並未做到「不援助中共」等條件認為蘇聯違約在先，於1953年2月24日廢除《中蘇友好同盟條約》，改為不承認外蒙古獨立。由於近代蒙古獨立牽涉到許多政治、法理與意識型態問題，中華民國方面對於蒙古國承認與否曾經是一敏感政治議題。直到台灣首次政黨輪替後，中華民國於2002年重申其承認蒙古國，並於對方首都互設具大使館功能的代表機構。而因蒙古政府遵循一个中国政策，台灣和蒙古國雙方僅保持非官方往來。

## 政治

### 中華民國政府遷臺前
1911年，中國本土爆發辛亥革命後，喀尔喀蒙古于同年12月宣告独立，建立大蒙古国。此后中华民国临时政府和北洋政府虽然宣称其继承清朝疆域，但并没有实际控制外蒙古。1915年，中俄两国以及蒙古政府在恰克图签订《中俄蒙协约》，外蒙古承诺放弃独立，使用民国纪年，而中华民国政府承诺给予外蒙古高度自治权。1916年博克多汗被袁世凯册封，外蒙古正式进入中华民国版图。
随即爆发的1917年俄国革命导致俄罗斯帝国覆灭，十月革命后苏俄宣布废除帝俄与外国签订的不平等条约，但1919年共产国际成立后又宣告外蒙古是独立国家。俄帝残余势力白军也渗透和逃窜进外蒙古，北洋政府于1919年废除中俄蒙协约，取消蒙古自治，派兵占领外蒙古，1920年蒙古人民党成立后得到苏维埃俄国支援。随后北洋军阀之间爆发直皖战争，各派军阀无暇顾及蒙古局势，白俄亚洲骑兵师借此机会将北洋军驱逐出库伦。蒙古人民军再消灭白俄控制外蒙古全境，1921年革命后中国军队已全部撤出外蒙古，大蒙古国重建，随后在1924年由于博克多汗的驾崩，过渡至蒙古人民共和国，是继苏联之后世界上第二个社会主义国家。1928年东北易帜，北洋政府覆灭后，國民政府並不承認蒙古人民共和国的獨立地位，在法理上仍將外蒙古視為中华民国領土一部分，由蒙藏委员会名義上管理外蒙古，但国民政府从未实际统治过外蒙古。

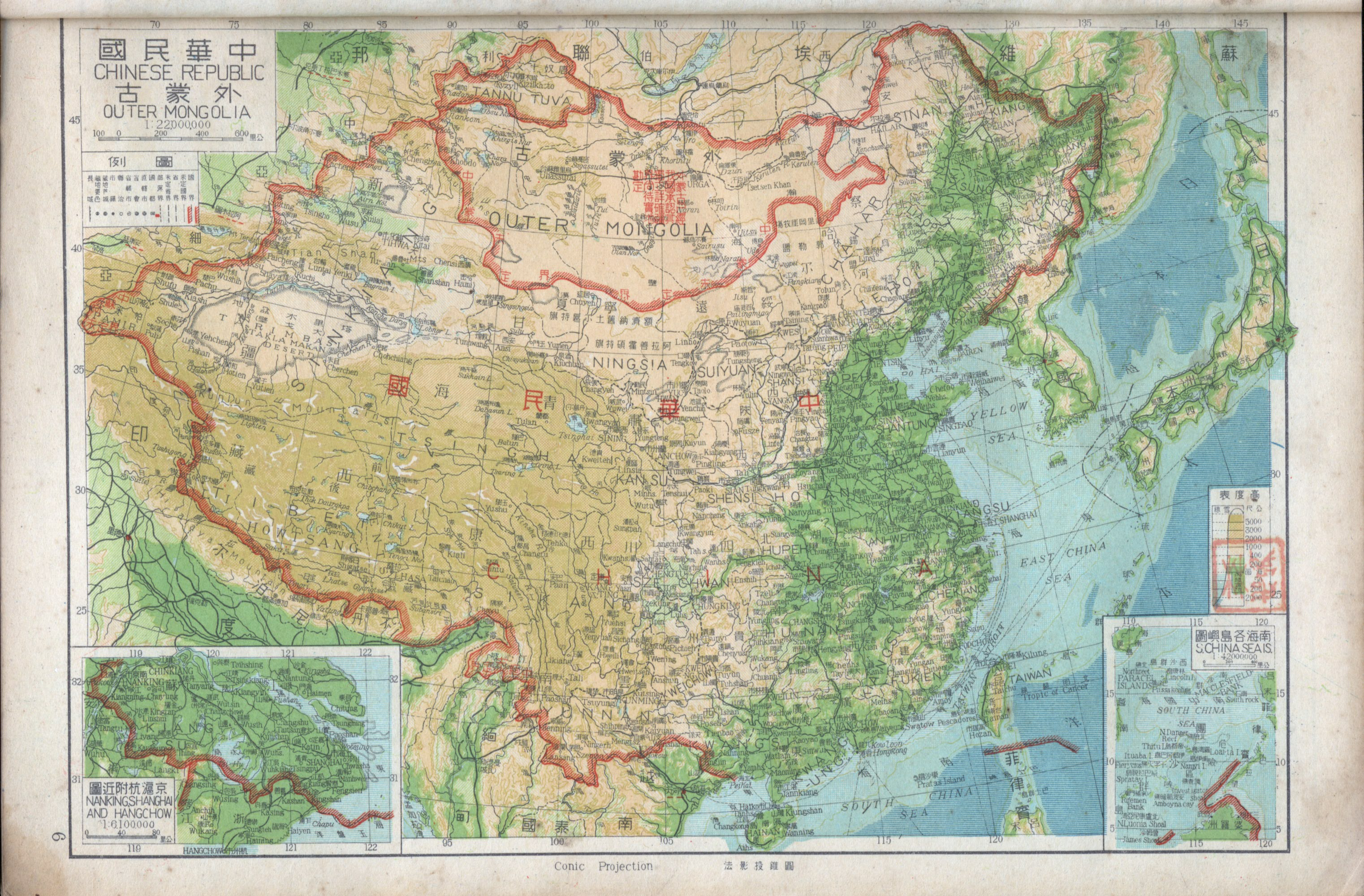
1947年中華民國全圖，當中的外蒙古部分標註「已經我國承認其獨立」，唯独“中蒙边界尚未勘定”。

1946年1月5日，中華民国国民政府基於《中蘇友好同盟條約》及外蒙古獨立公民投票之結果，表示接受公投結果，正式承認外蒙古独立的事实。
1947年，蒙古人民軍入侵中國新疆北塔山，中華民國向蘇聯及蒙古政府提出嚴重抗議。是為北塔山事件。同年7月28日，中華民國出席聯合國代表團代表徐淑希在联合国安理会发表演說，反對外蒙古加入聯合國。8月18日，安理会第186次会议，中华民国代表蒋廷黻以该事件为由投票反对蒙古加入联合国，此事在聯合國大會引起安理會是否越權的討論。
1949年10月1日，中華人民共和國成立後，蒙古人民共和國隨即給予外交承認，兩國並於10月16日建立正式外交關係。

### 中華民國政府遷臺後
1953年，由於被稱為「控蘇案」的聯合國大會決議成立，蔣中正政府廢止《中蘇友好同盟條約》之效力，並片面「取消」對蒙古人民共和國之獨立承認，重新將其視為「蒙古地方」。藉以再度表示「中華民國疆域仍包含外蒙古，狀似秋海棠葉」，並長期在台灣的地理和歷史教育上灌輸此觀念。這種觀點曾經深刻影響台灣社會，塑造台灣民眾的世界觀。中華民國國民大會秘書處自民國68年（1979年）5月至民國80年（1991年）10月所編《會議實錄》與所附《中華民國全圖》都將外蒙古劃入版圖，即「秋海棠地圖」。
1955年12月13日，安理会第704次全体会议，中华民国代表蔣廷黻在安理會對《联合国大會3502號草案》中，蒙古人民共和国加入联合国的部分行使否決權，理由是外蒙古在朝鲜战争中幫助侵略者朝鲜。
1956年12月12日，安理会第756次全体会议，中華民國代表蔣廷黻投出「五常」中唯一否決票，以外蒙古是蘇聯的殖民地，且被用於侵略中國和韓國為理由，否決蒙古加入聯合國的申請。
1957年9月9日，安理会第790次全体会议，中華民國代表蔣廷黻再度对外蒙古加入联合国案实行否决权，理由是外蒙古是蘇聯的卫星国。
1961年10月3日，中華民國總統蔣中正告以美國《生活雜誌》，決不惜任何代價阻止中共及外蒙進入聯合國:671，但由於蘇聯揚言如果中華民國不讓蒙古人民共和國加入聯合國，它將阻止新獨立的非洲國家加入聯合國；而一旦得罪非洲國家恐將使它們支持中華人民共和國、危及中華民國的席次。在美國壓力下，10月25日，联合国安理会以9票赞成，0票反对，1票（美国）弃权的表决结果，通过了《聯合國安理會166號決議》，建議聯合國大會接受蒙古加入聯合國。中华民国未参加投票表决。10月27日，联合国大会通过《第1630号决议案》，接纳蒙古人民共和国加入联合国，中华民国也未参加表决。
1966年3月26日，美國考慮承認蒙古人民共和國，中華民國政府堅決反對；4月8日，外交部宣布，反對任何國家承認外蒙古之立場決不變更:725。
1967年3月4日，中華民國外交部聲明反對任何國家承認外蒙古，稱其為領土:735。
1968年2月27日，中華民國駐日大使陈之迈向日本政府嚴重抗議日本欲與蒙古建交企圖:750。

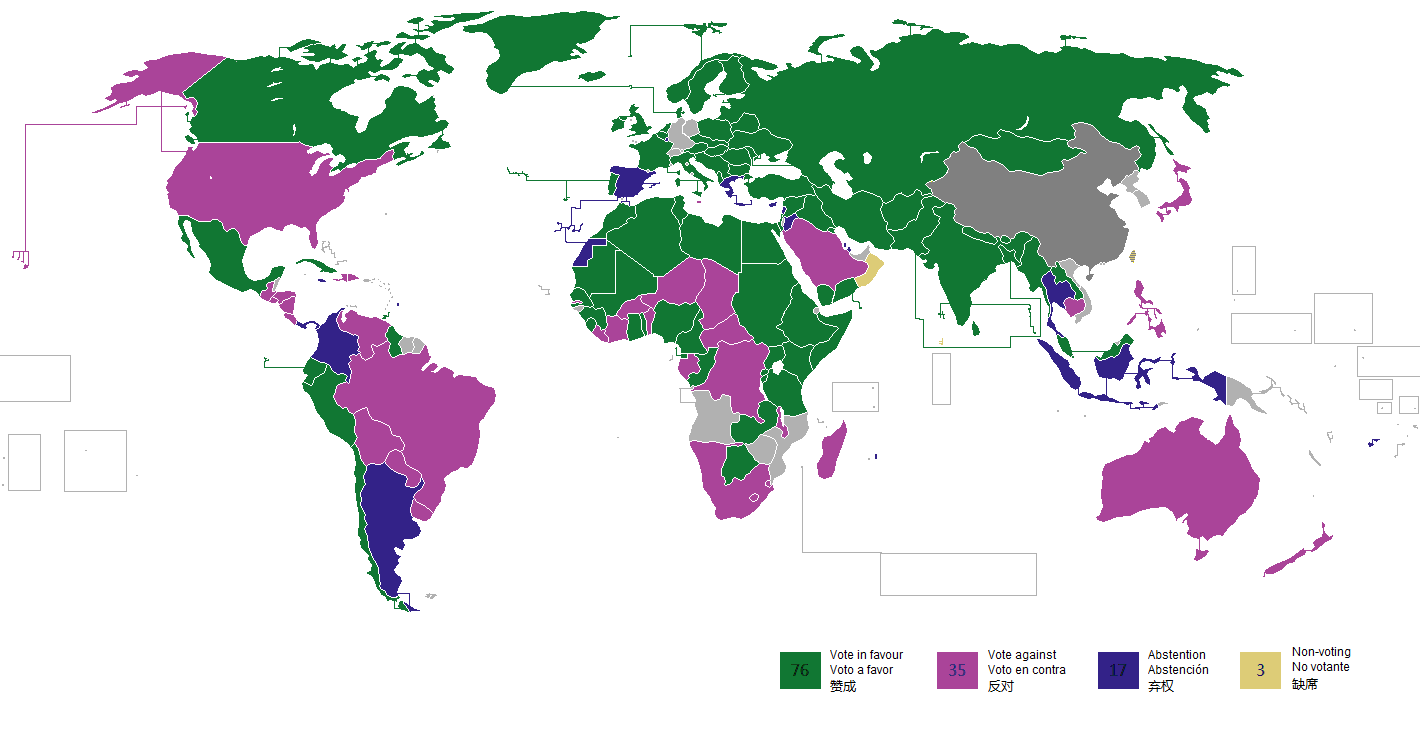
綠色國家表示在1971年的投票中贊成中華民國退出聯合國，即《聯合國大會2758號決議》，其中包括當時的蒙古人民共和國。

1971年10月25日，作為共產主義東方陣營一員的蒙古人民共和國支持中華人民共和國獲得「中國」席位並「驅逐蔣介石的代表」，即《聯合國大會2758號決議》。

《陸海空軍軍旗條例》（蔣經國政府於1986年制定並沿用至今）描繪的中華民國海軍陸戰隊旗，地圖聲索中國大陸、外蒙古及唐努烏梁海等地

雖然早已事實上放棄反攻大陸，但往後幾十年間中華民國政府一直拒絕承認蒙古為一主權國家，直至1990年代憲法增修、中華民國政府終止動員戡亂後，此一立場開始受到挑戰。台灣政界內的泛藍和泛綠對於中華民國之領土範圍存在爭議。1993年民進黨籍立委向司法院就領土定義聲請釋憲，認為中華民國對外蒙古的主權聲索無視於國際法中「對國家承認是無條件且不得撤銷」之慣例，不過是「囈人夢語」，實不足採。立法院最終表示「在國民大會未依法議決變更領土將外蒙納入版圖之前，政府施政不得擅自將蒙古人民共和國視為我國疆域」，不過內政部、外交部、蒙藏委員會重申外蒙古是中華民國固有疆域的一部分，但未來時機成熟時可以考慮承認外蒙古獨立。而同年司法院作出的回覆則為領土問題為政治議題，非司法院所能解釋。

#### 雙邊關係正常化
1990年代初，隨著台灣民主化和蒙古民主革命，台灣方面與蒙古國的雙邊關係逐漸正常化。
1997年，中華民國首都台北市與蒙古國首都烏蘭巴托締結為姐妹市。

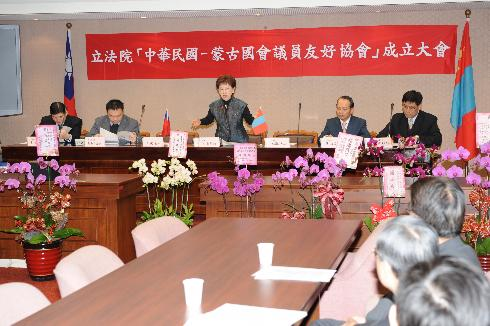
立法院「中華民國—蒙古國會議員友好協會」成立大會

1999年，卸任台北市長後的陳水扁展開「學習之旅」，於該年以個人身分造訪蒙古。
2000年，陳水扁當選總統後便決定改變態度，積極推動正式承認蒙古國是獨立的國家。2002年1月，中華民國行政院修改《臺灣地區與大陸地區人民關係條例施行細則》第三條，將「外蒙古地區」從大陸地區的定義之中移除。同年9月，雙方於臺北以及乌兰巴托互設大使館性質之代表處。中華民國內政部宣佈，自2002年10月3日起，將蒙古從中華民國地圖中移除，並不再發行《中華民國全圖》。同日，中華民國外交部亦宣佈重新承認蒙古國為一獨立國家。
然而，《中華民國年鑑》直到2005年止，仍然繼續主張其疆域面積1,141萬8,174平方公里，陸界大多停格在清末條約，其公告疆域行政區劃仍包括外蒙古。
2005年10月3日，中華民國政府又棄用各省（市）縣（市）行政區域代碼。《中華民國年鑑》也於同年起不再將「大陸地區」列於《土地》一章之中。此後政府文獻中列出之行政區域僅包括實際統治的「台澎金馬」。而在馬英九政府時期，政府亦聲明中華民國憲法中的「固有之疆域」範圍是「老母雞」（包括中國大陸）而非包括蒙古在內的「秋海棠」。
2007年，蒙古前總統彭薩勒瑪·奧其爾巴特抵台訪問參加全球新興民主論壇，並與時任總統陳水扁會晤、參觀國立故宮博物院。
2012年5月21日，行政院大陸委員會發表新聞稿表示「一、民國35年（1946年）我國憲法制定公布時，蒙古（俗稱外蒙古）獨立已為我政府所承認，因此，當時蒙古已非我國憲法第4條所稱的『固有之疆域』。外交部雖於民國42年（1953年）提經立法院決議廢止「中蘇友好同盟條約」，但並未完成憲法領土變更之程序。」「三、外交部在91年（2002年）7月8日函示略以：「蒙古已為主權獨立國家，且為聯合國會員國之一。國際法上國家之承認，原則上屬於『無條件與不可撤回的』，當時承認之相關要件迄今仍存在。」
2017年9月15日，蒙藏委員會裁撤，原業務交由文化部、外交部與行政院大陸委員會承接。文化部在蒙藏委員會原址成立蒙藏文化中心；與蒙古國往來交流的業務改由外交部執行。
2020年7月30日，前中華民國總統李登輝逝世，蒙古對太平洋地區友好國家合作協會執行委員會主席剛巴特（Ganbaatar Khuyag）致函中華民國外交部表示哀悼。

### 代表機構
2002年2月，中華民國與蒙古國商議設立代表處，6月簽署互設代表處約本。
2002年8月6日，中華民國行政院核定設處。9月1日，設立具大使館功能的駐烏蘭巴托臺北貿易經濟代表處。
2003年2月17日，蒙古國設立類似功能的駐台北烏蘭巴托貿易經濟代表處。

## 經濟

### 背景
中華民國與蒙古國的重要貿易障礙導因於政治因素，至今尚未簽署避免雙重課稅、投資保障與暫准通關等協定，以致影響貿易與投資發展。另蒙古為內陸國家，對外並無出口海港，必須仰賴中華人民共和國的天津港與俄羅斯的海參崴港，且兩國無直航班機，人員往返需經第三地轉機，造成交流的不便與限制。

### 貿易
2002年6月4日，中華民國對外貿易發展協會（外貿協會）於蒙古國首都烏蘭巴托設立台灣貿易中心。現已裁撤。
2003年，臺灣的中國輸出入銀行與蒙古6家商業銀行簽署合作協議，針對購買設備與產品的蒙古廠商提供低利貸款。駐烏蘭巴托臺北貿易經濟代表處自2017年開始推動「臺蒙產業接軌」，加強推廣中國輸出入銀行提供6家蒙古銀行共3,000萬美元額度的轉融資，推廣臺灣的食品加工、建筑材料、信息技术與醫療等相關產品。此外，透過外貿協會協助企業對接，提供即時商務資訊。
臺灣近年來多次組團赴蒙古參加商展，雙方並派團互訪及舉辦經貿洽談會。蒙古廠商對採購包裝機械設備、印刷設備、果汁生產整廠輸出設備、食品加工設備、環保設備、汽車零配件、電腦電子類產品與建築材料等抱持高度興趣。
| 年分 | 貿易總額   | 貿易總額 | 貿易總額 | 出口至蒙古 | 出口至蒙古 | 出口至蒙古 | 自蒙古進口 | 自蒙古進口 | 自蒙古進口 | 順逆差  |
| 年分 | 金額       | 年增減   | 排名     | 金額       | 年增減     | 排名       | 金額       | 年增減     | 排名       | 順逆差  |
| ---- | ---------- | -------- | -------- | ---------- | ---------- | ---------- | ---------- | ---------- | ---------- | ------- |
| 2017 | 44,841,895 | ▲258.7%  | 107      | 3,854,048  | ▲16.1%     | 145        | 40,987,847 | ▲346.5%    | 83         | 逆差▲   |
| 2018 | 41,975,511 | ▼6.4%    | 104      | 9,343,794  | ▲142.4%    | 125        | 32,631,717 | ▼20.4%     | 90         | 逆差▼   |
| 2019 | 29,468,857 | ▼29.8%   | 118      | 4,941,513  | ▼47.1%     | 147        | 24,527,344 | ▼24.8%     | 93         | 逆差▼   |
| 2020 | 23,425,816 | ▼20.5%   | 121      | 4,900,918  | ▼0.8%      | 143        | 18,524,898 | ▼24.5%     | 98         | 逆差▼   |
| 2021 | 22,606,563 | ▼3.5%    | 126      | 7,849,532  | ▲60.2%     | 134        | 14,757,031 | ▼20.3%     | 106        | 逆差▼   |
| 2022 | 8,300,570  | ▼63.3%   | 151      | 7,196,347  | ▼8.3%      | 136        | 1,104,223  | ▼92.5%     | 154        | 順差 -- |
| 2023 | 33,309,720 | ▲301.3%  | 113      | 5,653,878  | ▼21.4%     | 140        | 27,655,842 | ▲2,404.6%  | 97         | 逆差 -- |
| 2024 | 6,434,075  | ▼80.7%   | 160      | 5,746,083  | ▲1.6%      | 138        | 687,992    | ▼97.5%     | 162        | 順差 -- |

2023年的兩國貿易項目如下：
出口至蒙古的前10大項目為：油帆布、遮陽帳幕或簾、船帆、露营用品；自動資料處理機、磁性或光學閱讀機；碟片、磁带、固態非揮發性儲存裝置、智慧卡與其他錄音或錄製之媒體；特定用途機器之零件與附件；塑料板、片、箔、薄膜與扁條；新橡膠氣胎；醫藥製劑；用於食品、飲料工業之調製或製造機器；電話機（包括智能手机），以及其他傳輸或接收聲音、圖像之有線或无线网络通訊器具；电动机與发电机等。
自蒙古進口的前10大項目為：未經塑性加工精炼铜與銅合金；針織或鉤針織套頭衫、無領開襟上衣、外穿式背心與類似品；未經化學改質之固定性植物油脂及其餾分物；长石、萤石、霞石、白榴石與霞石正長岩；針織或鉤針織以花邊、氈呢或其他紡織物製之帽類以及任何材料製之髮網；男用或男童用服飾；女用或女童用服飾；特殊物品，含進口未超過5萬新臺幣之小額報單與其他零星物品；美容或化粧用品與保養品；未发酵與未加酒精之果汁與蔬菜汁等。

### 投資
截至2022年，兩國相互投資的金額與件數稀少，臺商赴蒙古國總投資金額約40萬美元，計有1件；蒙古國赴臺灣總投資金額約3.1萬美元，計有3件。
項目包括紡織、包裝機械、電腦資訊、電信、印刷與出版、餐飲、健康休閒、旅遊、房地產及電子娛樂等；未來有可能拓展至黃金開採、焦炭提煉、木材加工、皮革加工、畜肉食品加工、農業種植及飼養業等領域。

### 會議
為加強兩國經貿交流與合作關係，中華民國國際經濟合作協會（國經協會）於2002年1月與蒙古商工總會（Mongolian National Chamber of Commerce and Industry, MNCCI）簽署雙邊合作協定，每年雙方輪流主辦「台蒙經濟聯席會議」，共同致力於推動雙邊工商企業界的貿易與投資合作以及兩國的實質友好關係。至2024年3月舉辦第20屆。
2015年5月，第14屆台蒙經濟聯席會議於台北舉行。蒙古駐台北烏蘭巴托貿易經濟代表處代表額勒貝格（Samdan Elbeg）頒贈「烏蘭巴托市建城375周年獎章」給中華民國對外貿易發展協會（外貿協會），由秘書長黃文榮（兼任國經協會蒙古委員會主任委員，聯席會議主席）代表接受，以表彰外貿協會多年來對於促進雙邊經貿交流所做的努力及貢獻。
2019年3月，第18屆經濟聯席會議於臺北舉行，由國經協會蒙古委員會主任委員與蒙古商工總會新任會長共同主持，蒙古團人數有78人，創歷屆到訪團員人數之最。

### 台商
至2015年，在蒙古國的臺商僅有5家，分別從事營建、採礦、礦泉水、房地產及貿易服務等行業。

## 交流

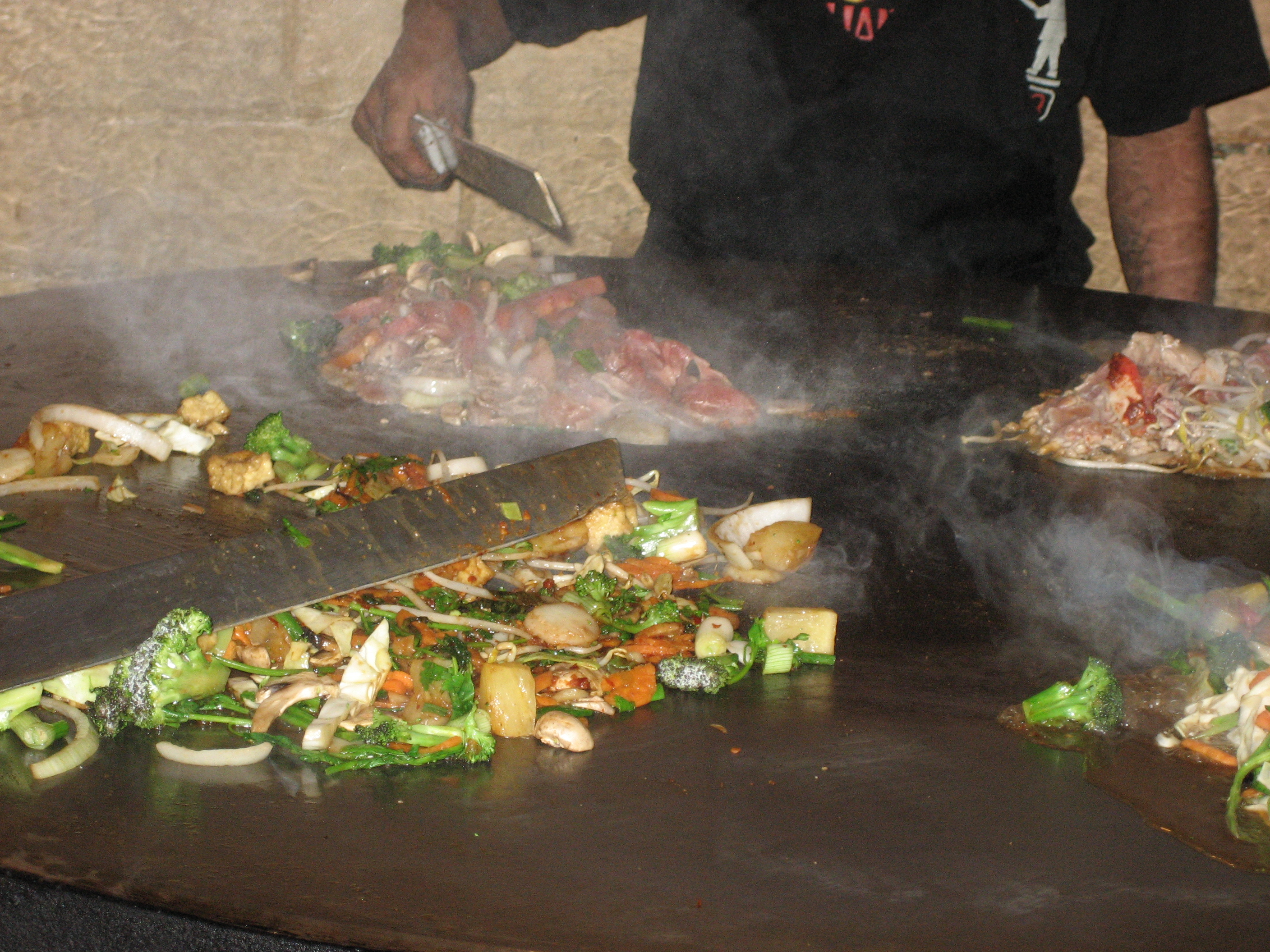
鐵板上的蒙古烤肉。

### 學術
2012年11月，應蒙古國家博物館之邀請，国立故宮博物院副院長何傳馨前往蒙古國參加「紀念成吉思汗誕辰850週年」活動，並提供院藏成吉思汗、元代帝后畫像及元世祖忽必烈出獵圖等24件文物複製品於該館展出。
2015年9月，國立故宮博物院受邀派員前往蒙古國參加「慶祝忽必烈誕辰800周年」國際學術研討會，並發表《國立故宮博物院藏蒙古文物彙編》畫冊專書。
2017年7月，國立故宮博物院與蒙古科學院、駐台北烏蘭巴托貿易經濟代表處共同簽署合作備忘錄，成立研究工作小組，針對故宮院藏與蒙古歷史相關的文物、蒙古國內所藏與故宮文物相關文史資料進行學術合作及交流，同時建置合作研究成果資料庫，於故宮及蒙古科學院官方網站開放，提供民眾檢索閱覽。

### 教育
雙方簽有多項教育合作備忘錄，中華民國政府及台灣多所大專院校每年也提供多項獎學金，如臺灣獎學金、華語文獎學金、國際合作發展基金會獎學金等，提供蒙古國學生前往臺灣攻讀學位或學習中文。2017年，約有850名蒙古國學生在臺就讀。
台灣多所大專院校在蒙古國首都烏蘭巴托舉行臺灣教育展，至2017年，已舉辦第九屆。

### 援助
2004年2月，中華民國援贈蒙古國兩千公噸食米賑濟糧荒。
台灣兒童暨家庭扶助基金會（家扶基金會）蒙古分事務所協助貧困家庭兒童，提供生活物資、獎助學金補助及職業訓練，2004－2017年，受益的蒙古兒童約19,000名，其中超過8,000名已自立脫貧。
中華民國衛生福利部臺北醫院臺灣國際醫療訓練中心（TIHTC）開設多項醫護相關訓練課程，提供蒙古國醫護人員學習。

### 觀光
有鑑於臺灣進步的醫療技術，駐烏蘭巴托臺北貿易經濟代表處自2018年首次在蒙古推廣醫療觀光。2019年5月，臺灣的三軍總醫院、員榮醫院、圓蒙真國際醫療平臺（Luxury Wellness）前往蒙古參加「烏蘭巴托旅展」，推廣臺灣的健康檢查與醫療觀光。
根據蒙古自然環境暨觀光部統計，2019上半年臺灣前往蒙古的旅客共2,020人次，全球排名第11、亞洲排名第4，相較2018年的成長幅度最高達30.1%，全球排名第1。為推廣觀光，臺灣每年均邀請蒙古的旅行社參加「臺北國際旅展」。

### 蒙古烤肉
「蒙古烤肉」觀其名以為是蒙古當地的料理，但其實源自臺灣，為相聲大師吳兆南所創作。

## 協定
| 日期           | 簽署 | 備註   |
| -------------- | --- | ------ |
| 2002年12月3日  | 《台灣證券交易所與蒙古證券交易所為交換資訊和廣泛合作基礎之協議備忘錄》                                        | [ 58 ] |
| 2005年1月12日  | 《臺灣標準檢驗局與蒙古標準暨度量衡局標準化、度量衡及符合性評估合作瞭解備忘錄》                                |        |
| 2005年3月17日  | 《中華民國（臺灣）行政院衛生署與蒙古衛生部間合作瞭解備忘錄》                                                  |        |
| 2006年8月      | 《中華民國國家圖書館與蒙古國家圖書館合作協議》                                                                | [ 59 ] |
| 2007年3月15日  | 《台灣公平交易委員會（TFTC）與蒙古公平交易局（UCRA）有關競爭法施行合作瞭解備忘錄》                            |        |
| 2007年8月21日  | 《台灣國家科學委員會與蒙古科學院間科學合作協定》 《台灣國家科學委員會與蒙古教育文化科學部合作協定》           | [ 60 ] |
| 2007年10月     | 《國立台灣藝術大學與蒙古藝術暨文化大學學術文化合作協議》                                                      | [ 60 ] |
| 2007年12月     | 《中華民國證券商業同業公會與蒙古證券商、自營商及經紀商協會瞭解合作備忘錄》                                    | [ 60 ] |
| 2010年3月29日  | 《臺灣國家通訊傳播委員會與蒙古通訊傳播監督委員會通訊傳播監理合作瞭解備忘錄》                                  |        |
| 2011年7月12日  | 《中華民國與蒙古國主管機關間關於洗錢及資助恐怖分子情資交換合作瞭解備忘錄》                                    |        |
| 2011年8月17日  | 《中華民國內政部入出國及移民署與蒙古國法務及內政部移民署間有關移民事務與防制人口販運合作瞭解備忘錄》          |        |
| 2012年11月26日 | 《臺灣公平交易委員會及蒙古國公平競爭及消費者保護局合作瞭解備忘錄》                                            |        |
| 2014年2月17日  | 《台蒙再生能源與能源管理領域合作瞭解備忘錄》                                                                  |        |
| 2014年9月      | 《中華民國對外貿易發展協會與蒙古商工總會合作備忘錄》                                                          | [ 41 ] |
| 2015年5月      | 《蒙古國家人權委員會、南戈壁省、巴彦洪戈尔省與中華民國監察院（人權保障委員會）人權合作瞭解備忘錄》            | [ 52 ] |
| 2016年7月      | 《國立臺北藝術大學與蒙古藝術暨文化大學合作備忘錄》 《國立臺灣大學醫學院附設醫院與蒙古第一中央醫院合作備忘錄》 | [ 61 ] |
| 2017年7月7日   | 《國立故宮博物院與蒙古科學院、駐台北烏蘭巴托貿易經濟代表處合作備忘錄》                                        | [ 54 ] |
| 2017年11月     | 《馬偕紀念醫院與蒙古國立第二中央醫院合作備忘錄》                                                              | [ 55 ] |

## 簽證

持中華民國護照的中華民國國民簽證要求分布圖：入境蒙古國可以電子簽證。

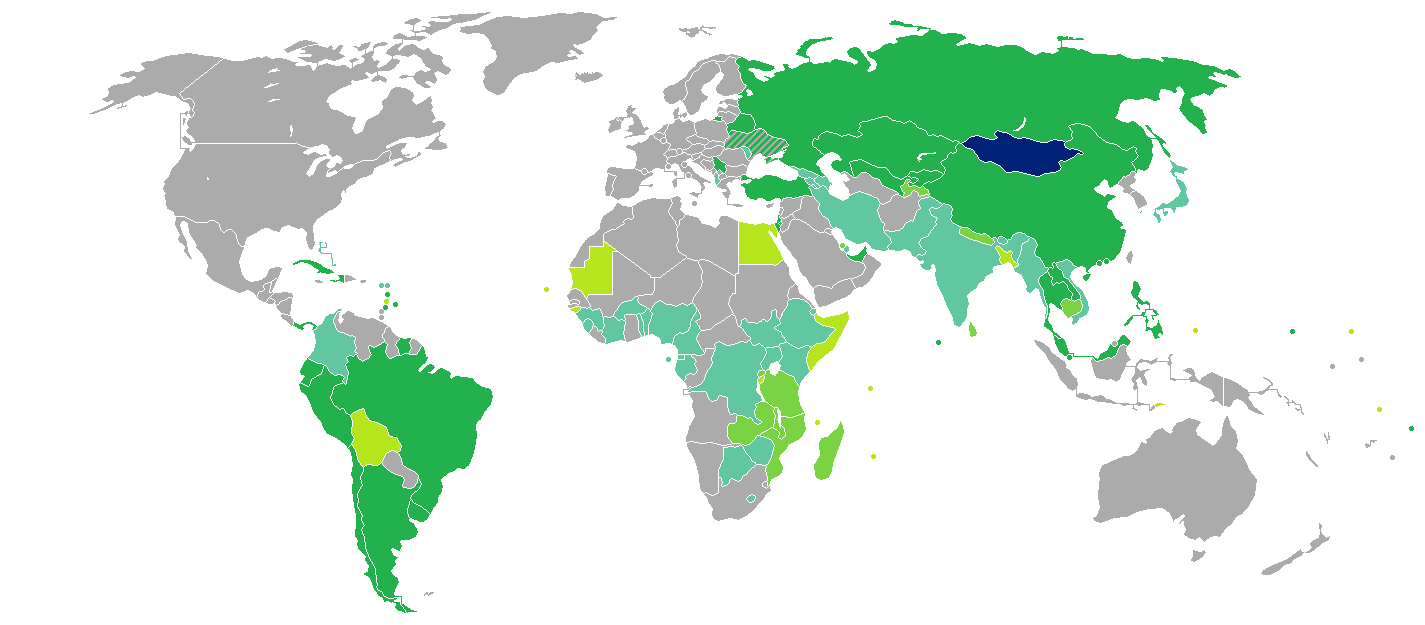
持蒙古國護照的蒙古國國民簽證要求分布圖：入境中華民國需要簽證。

兩國國民皆須申請簽證方可入境對方國家。持有中華民國護照的18歲以上中華民國國民可以電子簽證的方式入境蒙古國，類別僅限觀光、體育、文化、轉機，停留最多30天（轉機過境簽證最多10天），不可延長與轉換類別。申請紙本觀光簽證，停留最多30天並可延長30天；紙本非觀光簽證若停留超過30天，須有該國邀請單位的邀請函並經該國相關政府機關許可。
持有蒙古國護照的蒙古國國民抵台參加由中央政府機關主辦、協辦或贊助之國際會議、運動賽事、商展或其他活動，可以電子簽證入境中華民國，停留最多30天並不得延期。

## 交通

### 航空

#### 客運
兩國無直航班機，可經由（不計航點遠近，截至2023年6月19日）：
- 臺北松山→天津[註 6]，再轉機前往蒙古的成吉思汗國際機場。
- 台北桃園→北京-首都、天津、呼和浩特、香港、東京-成田、首爾-仁川、釜山、曼谷（*季節性飛蒙古）、伊斯坦堡→蒙古。
- 台中→香港、東京-成田、首爾-仁川→蒙古。
- 台南→香港→蒙古。
- 高雄→北京-首都、天津、香港、東京-成田、首爾-仁川、釜山、曼谷*→蒙古。
- 花蓮→首爾-仁川（**包機飛花蓮）、釜山**→蒙古。

### 駕車
在蒙古租賃汽車皆須同時聘僱司機，不接受自駕，也不接受外國旅客使用國際駕駛執照。

## 外部連結
| - 中華民國外交部－蒙古國簡介 （页面存档备份，存于） - 駐烏蘭巴托台北貿易經濟代表處（Facebook） - 外交部領事事務局－國外旅遊警示分級表 - 中華民國衛生福利部－國際旅遊疫情建議等級 - 中華民國國際經濟合作協會 （页面存档备份，存于） - 蒙藏文化館的Facebook專頁 - 蒙古家扶中心的Facebook專頁 | - 駐台北烏蘭巴托貿易經濟代表處 （页面存档备份，存于） - Mongolian Students and Youths Association in Taiwan的Facebook專頁 |